# رضا حيدري (لاعب كرة قدم)
رضا حيدري (بالفنلندية: Reza Heidari)‏ هو لاعب كرة قدم فنلندي في مركز الوسط، ولد في 18 أبريل 1996 في تامبيري في فنلندا. لعب مع هونكا.

## وصلات خارجية
- رضا حيدري على موقع قاعدة بيانات كرة القدم.إي يو (الإنجليزية)
- رضا حيدري على موقع Soccerway.com (الإنجليزية)